# Bólido

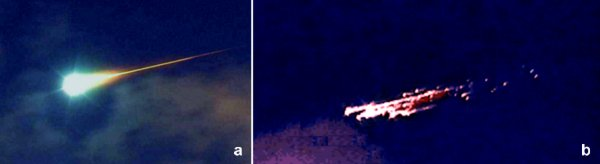
En la imagen a) se ve un meteoro muy brillante (bólido) y su posterior fragmentación b)

En astronomía, un bólido es un meteoro muy brillante, caracterizado por parecer una bola de fuego y crear una huella luminosa, producida por la entrada en la atmósfera terrestre de un meteoroide con una masa del orden de las toneladas, que generalmente explota antes de llegar al suelo y produce un estruendo apreciable.
Un bólido presenta la apariencia de una esfera de fuego, y no un aspecto puntual o estelar. El surco luminoso que deja a su paso por la atmósfera persiste un tiempo superior a las decenas de segundos y puede llegar a ser de varios minutos e incluso de media hora. Llega acompañado de fenómenos acústicos como una explosión y a veces se pueden encontrar en el suelo algunos fragmentos del meteoro que resisten a la completa volatilización en su paso por la atmósfera.

## Clasificación
| Nombre         | Masa          | Altitud   | Duración |  |
| -------------- | ------------- | --------- | -------- |  |
| Estrella fugaz | orden del g   | 110-80 km | 1-2 s    |  |
| Meteoro        | orden del kg  | 80-50 km  | 2-5 s    |  |
| Bólido         | de 0,5 a 10 T | 50-13 km  | 5-40 s   |  |